# Distretto di Chacayán
Il distretto di Chacayán è uno degli otto distretti della provincia di Daniel Alcides Carrión, in Perù. Si trova nella regione di Pasco e si estende su una superficie di 198,58 chilometri quadrati.
Ha per capitale la città di Chacayán.